# Smidt-sziget
A Smidt-sziget (Oroszul: О́стров Шми́дта) a Szevernaja Zemlja szigetcsoport tagja, Oroszországban az Arktisz területén.Területe 467 km², szinte teljesen befedi a rajta kialakult jégsapka. Védtelen pozíciója miatt az éghajlat sokkal hidegebb mint a szigetcsoport többi részén. A szigetet Otto Juljevics Smidt szovjet tudósról nevezték el, aki elsőként irányította az Északi Tengeri Út Főigazgatóságát.

## Fordítás
- Ez a szócikk részben vagy egészben  a   Schmidt Island című angol Wikipédia-szócikk fordításán alapul.  Az eredeti cikk szerkesztőit annak laptörténete sorolja fel. Ez a jelzés csupán a megfogalmazás eredetét és a szerzői jogokat jelzi, nem szolgál a cikkben szereplő információk forrásmegjelöléseként.